# Shorea hypoleuca
Shorea hypoleuca är en tvåhjärtbladig växtart som beskrevs av Willem Meijer. Shorea hypoleuca ingår i släktet Shorea och familjen Dipterocarpaceae. Inga underarter finns listade i Catalogue of Life.